# 新女性鑑
『新女性鑑』（しんじょせいかがみ）は、1929年（昭和4年）公開の五所平之助監督の松竹映画。原作は菊池寛。

## キャスト
- 竜田静枝
- 渡辺篤
- 筑波雪子
- 田中絹代
- 山内光

## スタッフ
- 監督：五所平之助
- 原作：菊池寛
- 脚本：野田高梧
- 撮影：三浦光男